# Diaphus brachycephalus
Diaphus brachycephalus és una espècie de peix de la família dels mictòfids i de l'ordre dels mictofiformes.

## Morfologia
- Els mascles poden assolir 6 cm de longitud total.[3][4]

## Depredadors
A les Illes Açores és depredat per Beryx splendens.

## Hàbitat
És un peix marí i d'aigües profundes que viu entre 200-600 m de fondària.

## Distribució geogràfica
Es troba des del Marroc fins a Angola; des dels Estats Units fins a l'Uruguai; al Pacífic occidental; a l'oceà Índic; al Pacífic oriental i al Mar de la Xina Meridional.